# 광저우 차지
광저우 차지(영어: Guangzhou Charge)는 오버워치 리그에 참가 중인 e스포츠 팀으로 2018년 8월 2일 창단했으며 현재 태평양 컨퍼런스 동부지구 소속으로 활동하고 있다. 2020 시즌부터는 텐허 스타디움과 포산 국제체육문화예술센터를 홈 구장으로 사용할 예정이다.

## 역사

### 오버워치 리그 2019 시즌
창단 첫 해 정규시즌에서 15승 13패를 기록하며 리그 9위·태평양 컨퍼런스 6위로 포스트시즌 플레이-인 스테이지에 진출하여 1라운드에서 청두 헌터스에 4-1로 승리했지만 2라운드에서 서울 다이너스티에게 1-4의 완패를 당하며 플레이오프 진출 실패로 시즌을 마감했다.

## 주요 성적
- 오버워치 리그 2019 시즌 플레이-인 스테이지 2라운드 (VS 서울 다이너스티 1-4)

## 선수단

### 코칭스태프
- 감독 :  조효진
- 코치 :  정승민  홍성우
- 분석관 :  리딩첸  헨리 콘셀

### 선수
- DPS
  -  Happy 이정우
  -  Eillen 어우이량
  -  ChoiSehwan 최세환

- TANK
  -  Rio 오승표
  -  Cr0ng 남기철

- SUPPORT
  -  Chara 김정연 (주장)
  -  neptuNo 알베르토 곤잘레스 몰리니요
  -  Wya 치아오먀오